# 매기 (영화)
《매기》(영어: Maggie)는 미국에서 제작된 2015년 종말물 공포 드라마 영화이다. 헨리 홉슨의 첫 장편 영화 연출작이다. 아널드 슈워제네거, 애비게일 브레슬린, 조엘리 리처드슨 등이 출연하였다.

## 줄거리
오늘날 미국 중서부. 좀비 바이러스가 범유행한 결과 10대 소녀 매기도 환자에게 물려 감염이 되고 만다. 매기는 서서히 변이가 진행돼 수주 내로 완전한 좀비가 될 예정이다. 아빠 웨이드는 병원에서 매기를 찾아내 집으로 데려와 곁을 지킨다.

## 출연진
- 아널드 슈워제네거 - 웨이드 보걸 역
- 애비게일 브레슬린 - 마거리트 “매기” 보걸 역
- 조엘리 리처드슨 - 캐럴라인 보걸 역
- 더글러스 M. 그리핀 - 레이 피어스 보안관 역
- J. D. 에버모어 - 홀트 보안관보 역
- 조디 무어 - 번 캐플런 의사 역
- 레이든 그리어 - 앨리 역
- 에이든 플라워스 - 보비 보걸 역
- 데이나 고리에이
- 로라 카유엣 (크레디트 미기재)